# Irlandia na Zimowych Igrzyskach Olimpijskich 2010

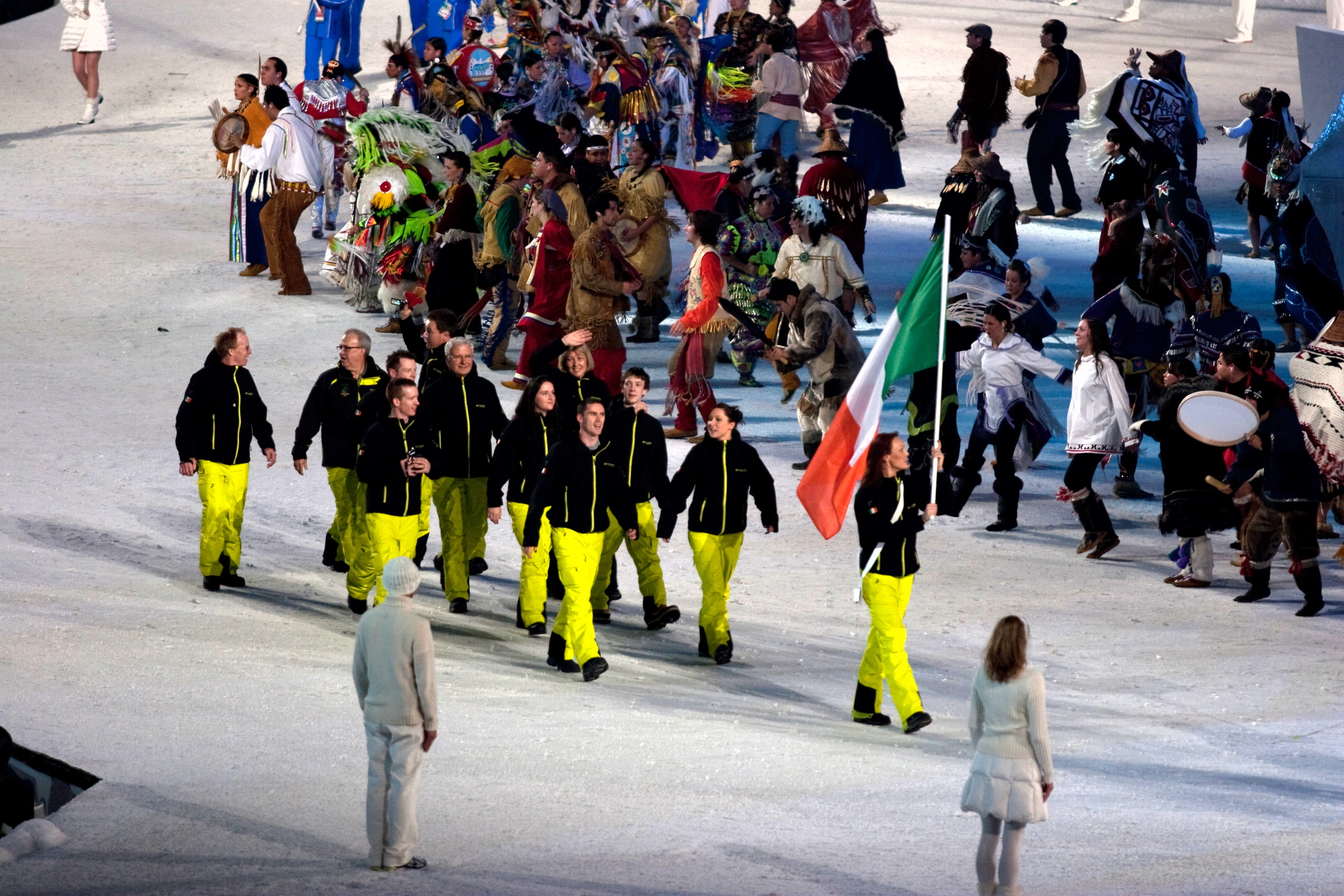
Reprezentacja Irlandii podczas ceremonii otwarcia Zimowych Igrzysk Olimpijskich 2010

Irlandia na Zimowych Igrzyskach Olimpijskich 2010 – siedmioosobowa kadra sportowców reprezentujących Irlandię na igrzyskach w 2010 roku w Vancouver.
W reprezentacji znalazło się trzech mężczyzn i cztery kobiety. Irlandczycy wzięli udział w konkurencjach czterech dyscyplin – biegów narciarskich, bobslejów, narciarstwa alpejskiego i skeletonu. Reprezentanci Irlandii nie zdobyli żadnego medalu. Najwyższą pozycję zajęły bobsleistki Aoife Hoey i Claire Bergin, które zostały sklasyfikowane na 17. miejscu w dwójkach kobiet.
Najmłodszym zawodnikiem w reprezentacji był biegacz narciarski Petter-James Barron (20 lat i 47 dni), natomiast najstarszym – narciarz alpejski Shane O’Connor (36 lat i 105 dni).
Rolę chorążego reprezentacji podczas ceremonii otwarcia igrzysk pełniła Aoife Hoey, a podczas ceremonii zamknięcia – Shane O’Connor.
Był to piąty start Irlandii na zimowych igrzyskach olimpijskich, a zarazem drugi, w którym Irlandczycy wystartowali w czterech dyscyplinach sportowych. Wcześniej taka sytuacja miała miejsce w 2002 roku.

## Tło startu
Skład irlandzkiej reprezentacji na igrzyska w Vancouver w styczniu 2010 roku powołał Komitet Olimpijski Irlandii. Zawodnikom i zawodniczkom towarzyszyli: szefowa misji olimpijskiej Siobán Hoey, fizjoterapeutka Marie Elaine Grant, menedżer narciarzy alpejskich Niall O’Connor, a także trenerzy: Ken Ellis i Colin Gaffney (narciarstwo alpejskie), Rolf Häggström (biegi narciarskie), Horst Horlein (skeleton) oraz Barry Delany odpowiedzialny za sprawy techniczne w bobslejach. Szefem wykonawczym z ramienia Komitetu Olimpijskiego Irlandii był Stephen Martin. W irlandzkiej delegacji podczas ceremonii otwarcia igrzysk znalazł się także przewodniczący komitetu – Patrick Hickney.

### Występy na poprzednich igrzyskach
Występ Irlandczyków na ZIO 2010 był piątym startem tej reprezentacji na zimowych igrzyskach olimpijskich. Reprezentanci Irlandii po raz pierwszy wystąpili w 1992 w Albertville. Wówczas reprezentacja liczyła czterech bobsleistów, którzy uczestniczyli w konkurencji męskich dwójek. Para Pat McDonagh i Terry McHugh zajęła 32. miejsce, a Malachy Sheridan i Gerry Macken uplasowali się na miejscu 38. Kolejny start Irlandczyków na zimowych igrzyskach olimpijskich miał miejsce w 1998 w Nagano. Reprezentacja liczyła sześciu zawodników, w tym pięciu bobsleistów i jednego narciarza alpejskiego. Najwyższą pozycję zajął alpejczyk Patrick-Paul Schwarzacher-Joyce, który był piętnasty w kombinacji mężczyzn.
W 2002 roku występ w igrzyskach olimpijskich zaliczyło sześcioro Irlandczyków. Wśród nich znalazło się dwóch bobsleistów, jeden skeletonista, jeden biegacz narciarski i dwoje alpejczyków. Narciarka Tamsen McGarry stała się pierwszą kobietą z Irlandii, która wystartowała w zimowych igrzyskach. Najwyżej sklasyfikowanym Irlandczykiem podczas igrzysk w Salt Lake City był Clifton Wrottesley, który w skeletonowym ślizgu mężczyzn zajął czwarte miejsce.
Na poprzedzające igrzyska w Vancouver, Zimowe Igrzyska Olimpijskie 2006 w Turynie, Irlandia wysłała czworo zawodników. W składzie znalazło się dwoje alpejczyków, jeden skeletonista i jeden biegacz narciarski. Najlepszym rezultatem Irlandczyków było 20. miejsce Davida Connolly w ślizgu mężczyzn.
Łącznie, w latach 1992–2006, na zimowych igrzyskach olimpijskich wystąpiło siedemnaścioro Irlandczyków, w tym piętnastu mężczyzn i dwie kobiety.

### Kwalifikacje olimpijskie
Bobsleistki – Aoife Hoey, Leona Byrne i Claire Bergin oraz skeletonista Patrick Shannon uzyskali kwalifikację podczas zawodów kwalifikacyjnych w Sankt Moritz na początku lutego 2010. Wówczas kwalifikację olimpijską miał już też zapewnioną specjalista alpejskiego zjazdu – Shane O’Connor.
Do startu w biegu narciarskim na 15 kilometrów podczas igrzysk olimpijskich został wybrany także Petter-James Barron. Wyboru dokonały Federacja Sportów Zimowych Irlandii oraz Komitet Olimpijski Irlandii. Kwestia przyznania kwalifikacji olimpijskiej Barronowi zamiast Paulowi Griffinowi wzbudziła kontrowersje. Griffin spełniał bowiem wymogi olimpijskie i wywalczył kwalifikację, utracił miejsce na rzecz Barrona. Griffin, pomimo nieprzyznania mu kwalifikacji, wciąż starał się o możliwość startu w igrzyskach. Swoją determinację argumentował tym, że jako trzeci irlandzki sportowiec chciał wziąć udział zarówno w letnich, jak i zimowych igrzyskach olimpijskich. Mimo to ostatecznie nie znalazł się w składzie olimpijskim.

### Kontrowersje wokół startu bobsleistek
Po uzyskaniu kwalifikacji olimpijskiej przez irlandzkie bobsleistki, do Sportowego Sądu Arbitrażowego wpłynął wniosek Australijskiego Komitetu Olimpijskiego o przyznanie kwalifikacji olimpijskiej zawodniczkom australijskim w miejsce Hoey i Bergin. Komitet argumentował swój wniosek koniecznością umożliwienia startu zespołowi ze strefy Oceanii. Trybunał Arbitrażowy ds. Sportu pozytywnie rozpatrzył wniosek Australijczyków, jednak umożliwiając start olimpijski australijskim bobsleistkom, nie pozbawił tej możliwości zawodniczek irlandzkich. Podobny wniosek wystosowała Brazylijska Federacja Sportów Zimowych, jednak ta użyła argumentu, że brazylijskie zawodniczki pokonały Irlandki w kwalifikacjach. Ostatecznie jednak, decyzją Międzynarodowego Komitetu Olimpijskiego, niezależnie od rozstrzygnięć wniosku, zawodniczkom irlandzkim pozwolono na start w igrzyskach.

### Pobyt w wiosce olimpijskiej
Irlandzcy sportowcy przylecieli do Vancouver 31 stycznia 2010. Do wioski olimpijskiej w Whistler przenieśli się natomiast 4 lutego. Czas pomiędzy przylotem a osiedleniem się w wiosce olimpijskiej przeznaczyli na akomodację, treningi i rozpoznanie obiektów olimpijskich.
Jeszcze przed oficjalnym rozpoczęciem igrzysk przewodniczący Komitetu Olimpijskiego Irlandii, Patrick Hickey, poinformował, że po zakończeniu rywalizacji sportowej przez irlandzkich olimpijczyków, do 2 marca przeniosą się oni do Irlandzkiego Domu w oczekiwaniu na oficjalną ceremonię zamknięcia igrzysk.

## Skład reprezentacji
Spośród piętnastu dyscyplin sportowych, które Międzynarodowy Komitet Olimpijski włączył do kalendarza igrzysk, reprezentacja Irlandii wzięła udział w czterech. Dwie zawodniczki wystartowały w zawodach bobslejowych, dwoje zawodników uczestniczyło w konkurencjach alpejskich, a po jednym sportowcu z Irlandii wystartowało w biegach narciarskich i skeletonie. Ponadto w składzie znalazła się jedna rezerwowa bobsleistka.
Z siedmiorga Irlandczyków startujących w Zimowych Igrzyskach Olimpijskich 2010 tylko narciarka alpejska Kirsty McGarry uczestniczyła w poprzednich igrzyskach. W Turynie zajęła 32. miejsce w slalomie gigancie oraz 42. miejsce w slalomie.
| Biegi narciarskie (1)     |                   |                     |                        |                      |                     |                     |                     |        |
| Zawodnik                  | Data urodzenia    | Miejsca na ZIO 2006 | Miejsca na ZIO 2006    | Miejsca na ZIO 2006  | Miejsca na ZIO 2006 | Miejsca na ZIO 2006 | Miejsca na ZIO 2006 | Źródło |
| Zawodnik                  | Data urodzenia    | ind. sprint dowolna | druż. sprint klasyczna | ind. 15 km klasyczna | ind. 30 km łączony  | ind. 50 km dowolna  | sztafeta 4x10 km    | Źródło |
| Petter-James Barron       | 31 grudnia 1989   | –                   | –                      | –                    | –                   | –                   | –                   | [ 33 ] |
| Bobsleje (3)              |                   |                     |                        |                      |                     |                     |                     |        |
| Zawodniczka               | Data urodzenia    | Miejsce na ZIO 2006 | Miejsce na ZIO 2006    | Miejsce na ZIO 2006  | Miejsce na ZIO 2006 | Miejsce na ZIO 2006 | Miejsce na ZIO 2006 | Źródło |
| Zawodniczka               | Data urodzenia    | dwójki kobiet       |                        |                      |                     |                     |                     | Źródło |
| Claire Bergin             | 1 lutego 1985     | –                   | –                      | –                    | –                   | –                   | –                   | [ 34 ] |
| Leona Byrne               | 28 lutego 1987    | –                   | –                      | –                    | –                   | –                   | –                   | [ 35 ] |
| Aoife Hoey                | 6 września 1983   | –                   | –                      | –                    | –                   | –                   | –                   | [ 36 ] |
| Narciarstwo alpejskie (2) |                   |                     |                        |                      |                     |                     |                     |        |
| Zawodniczka               | Data urodzenia    | Miejsca na ZIO 2006 | Miejsca na ZIO 2006    | Miejsca na ZIO 2006  | Miejsca na ZIO 2006 | Miejsca na ZIO 2006 | Miejsca na ZIO 2006 | Źródło |
| Zawodniczka               | Data urodzenia    | zjazd               | supergigant            | slalom gigant        | slalom              | kombinacja          | kombinacja          | Źródło |
| Kirsty McGarry            | 25 lipca 1985     | –                   | –                      | 32                   | 42                  | –                   | –                   | [ 32 ] |
| Shane O’Connor            | 15 listopada 1973 | –                   | –                      | –                    | –                   | –                   | –                   | [ 37 ] |
| Skeleton (1)              |                   |                     |                        |                      |                     |                     |                     |        |
| Zawodnik                  | Data urodzenia    | Miejsce na ZIO 2006 | Miejsce na ZIO 2006    | Miejsce na ZIO 2006  | Miejsce na ZIO 2006 | Miejsce na ZIO 2006 | Miejsce na ZIO 2006 | Źródło |
| Zawodnik                  | Data urodzenia    | ślizg mężczyzn      |                        |                      |                     |                     |                     | Źródło |
| Patrick Shannon           | 10 kwietnia 1977  | –                   | –                      | –                    | –                   | –                   | –                   | [ 38 ] |

### Statystyki według dyscyplin
| Lp      | Sport                 | Mężczyźni | Kobiety | Łącznie |
| ------- | --------------------- | --------- | ------- | ------- |
| 1       | Biegi narciarskie     | 1         | –       | 1       |
| 2       | Bobsleje              | –         | 3       | 3       |
| 3       | Narciarstwo alpejskie | 1         | 1       | 2       |
| 4       | Skeleton              | 1         | –       | 1       |
| Łącznie | Łącznie               | 3         | 4       | 7       |

## Wyniki

### Biegi narciarskie
Jedynym reprezentantem Irlandii w konkurencjach biegowych był Petter-James Barron. Wystartował w biegu na 15 kilometrów mężczyzn stylem dowolnym i zajął 91. miejsce wśród 95 sklasyfikowanych zawodników. Do zwycięzcy konkurencji, którym był Szwajcar Dario Cologna, Irlandczyk stracił ponad 10 minut.
| Konkurencja                       | Zawodnik            | Kwalifikacje | Kwalifikacje | Ćwierćfinały | Ćwierćfinały | Półfinały | Półfinały | Finały  | Finały  |
| Konkurencja                       | Zawodnik            | Czas         | Miejsce      | Czas         | Miejsce      | Czas      | Miejsce   | Czas    | Miejsce |
| --------------------------------- | ------------------- | ------------ | ------------ | ------------ | ------------ | --------- | --------- | ------- | ------- |
| Bieg indywidualny stylem dowolnym | Petter-James Barron |              |              |              |              |           |           | 43:50,4 | 91.     |

### Bobsleje
Irlandzka reprezentacja bobsleistek na igrzyska w Vancouver liczyła trzy zawodniczki. W składzie znalazły się: Aoife Hoey, Claire Bergin i Leona Byrne. Byrne pełniła funkcję zawodniczki rezerwowej i nie wystartowała w konkurencji dwójek. W zawodach wystartowały natomiast Hoey i Bergin. Wśród dziewiętnastu sklasyfikowanych dwójek zajęły one siedemnaste miejsce. Zdołały wyprzedzić zawodniczki z drugiego składu Rosji i pierwszego składu Australii. Najlepsze w rywalizacji okazały się Kanadyjki – Kaillie Humphries i Heather Moyse, do których Irlandki straciły 6 sekund i 56 setnych.
| Konkurencja         | Zawodniczki              | Zjazd 1. | Zjazd 2. | Zjazd 3. | Zjazd 4. | Łącznie | Miejsce |
| ------------------- | ------------------------ | -------- | -------- | -------- | -------- | ------- | ------- |
| Ślizg dwójek kobiet | Aoife Hoey Claire Bergin | 55,04    | 54,49    | 54,73    | 54,58    | 3:38,84 | 17.     |

### Narciarstwo alpejskie
W Vancouver wystąpiło dwoje irlandzkich narciarzy alpejskich. Wśród mężczyzn był to Shane O’Connor, który wystartował w slalomie. Zajął 45. miejsce w tej konkurencji ze stratą 25,82 sekundy do zwycięzcy, którym okazał się Włoch Giuliano Razzoli. Wśród kobiet Irlandię reprezentowała Kirsty McGarry, która wzięła udział w dwóch konkurencjach – w slalomie i slalomie gigancie. W slalomie zawodniczka została zdyskwalifikowana po pierwszym przejeździe, który ukończyła w czasie 59,28 sekundy. Przyczyną dyskwalifikacji była nieprzepisowa grubość jednej z nart. W slalomie gigancie zajęła  natomiast 50. miejsce ze stratą 18,09 sekundy do zwyciężczyni – Viktorii Rebensburg.
| Konkurencja          | Zawodnik       | Zjazd 1. | Msc. 1. | Zjazd 2. | Msc. 2. | Łącznie | Miejsce |
| -------------------- | -------------- | -------- | ------- | -------- | ------- | ------- | ------- |
| Slalom mężczyzn      | Shane O’Connor | 1:00,83  | 51.     | 1:04,31  | 45.     | 2:05,14 | 45.     |
| Slalom kobiet        | Kirsty McGarry | DQ       | DQ      | —        | —       | —       | DQ      |
| Slalom gigant kobiet | Kirsty McGarry | 1:24,28  | 55.     | 1:20,92  | 50.     | 2:45,20 | 50.     |

### Skeleton
Jedynym irlandzkim skeletonistą, który wystąpił na Zimowych Igrzyskach Olimpijskich 2010, był Patrick Shannon. W ślizgu mężczyzn zajął on 25. miejsce i tym samym wyprzedził dwóch sklasyfikowanych zawodników – Nicolę Drocco i Iaina Robertsa. Zwycięzcą zawodów został Kanadyjczyk Jon Montgomery.
| Konkurencja | Zawodnik        | Zjazd 1. | Zjazd 2. | Zjazd 3. | Zjazd 4. | Łącznie | Miejsce |
| ----------- | --------------- | -------- | -------- | -------- | -------- | ------- | ------- |
| Ślizg       | Patrick Shannon | 55,18    | 55,20    | 54,60    | nq       | 2:44,98 | 25.     |